# 圣比森特德拉松谢拉
圣比森特德拉松谢拉，是西班牙拉里奥哈自治区的一个市镇。总面积49平方公里，总人口1139人（2001年），人口密度23人/平方公里。